# Christina Patterer
Christina Maria Patterer (* 18. April 1992 in Villach) ist eine österreichische Politikerin der Sozialdemokratischen Partei Österreichs (SPÖ). Von April 2018 bis April 2023 war sie Abgeordnete zum Kärntner Landtag. Im Jänner 2025 wurde sie Vizebürgermeisterin von Kötschach-Mauthen.

## Leben

### Ausbildung und Beruf
Christina Patterer besuchte nach der Volksschule in Gundersheim und Dellach im Gailtal die Musikhauptschule Kötschach-Mauthen mit Schwerpunkt Italienisch und die Höhere Lehranstalt für wirtschaftliche Berufe (HLW) in Hermagor, wo sie 2011 maturierte. Anschließend absolvierte sie ein Lehramtsstudium für Sonderschulen an der Pädagogischen Hochschule Kärnten, welches sie mit dem Titel Bachelor of Education (BEd) abschloss. Von 2014 bis 2016 machte sie berufsbegleitend eine Ausbildung zur Volks- und Sprachheillehrerin.
Sie ist als Lehrerin an der Volksschule Hermagor in der Time-out-Gruppe tätig. Sie besucht einen Lehrgang zur Ausbildung als Hörgeschädigtenlehrerin und seit September 2017 die Lehrveranstaltungen des Masterstudiums Lehramt Primarstufe an der Pädagogischen Hochschule Kärnten.

### Politik
Seit den Gemeinderats- und Bürgermeisterwahlen in Kärnten 2015 ist sie Mitglied des Gemeinderates in Kötschach-Mauthen. Sie absolvierte die Kommunalpolitische Akademie (KOPAK) und die Nachwuchsakademie (NAK) am Renner-Institut Kärnten der SPÖ und ist Mitglied im Landesvorstand der SPÖ Frauen Kärnten. Im Juni 2017 wurde sie hinter Luca Burgstaller als Kandidatin für die Landtagswahl in Kärnten 2018 für den Bezirk Hermagor präsentiert.
Am 12. April 2018 wurde sie in der konstituierenden Landtagssitzung der 32. Gesetzgebungsperiode als Abgeordnete zum Kärntner Landtag angelobt, wo sie als Bereichssprecherin für Bildung/Allgemeine Pflichtschulen fungierte und dem Ausschuss für Frauen, Generationen und Integration, dem Ausschuss für Naturschutz, Energie und Umwelt, dem Ausschuss für Recht, Verfassung, Immunität, Volksgruppen und Bildung sowie dem Unvereinbarkeitsausschusses angehörte. Im Jänner 2019 wurde Patterer als Nachfolgerin von Angelika Jarnig zur Bezirksfrauenvorsitzenden der SPÖ-Frauen Hermagor gewählt. Im Oktober 2020 folgte sie Josef Zoppoth als Vorsitzende der SPÖ Kötschach-Mauthen nach. Im Oktober 2021 wurde sie als Bezirksfrauenvorsitzende bestätigt.
Nach der Landtagswahl in Kärnten 2023 schied sie aus dem Landtag aus. Im Jänner 2025 folgte sie als Georg Zankl als Vizebürgermeisterin von Kötschach-Mauthen nach. Im Februar 2025 wurde sie erneut als Bezirksfrauenvorsitzende bestätigt.